# Gorgas-Manly Historic District
Der Gorgas-Manly Historic District ist ein historischer Distrikt in Tuscaloosa, Alabama. Er umfasst eine Fläche von knapp fünf Hektar mit acht Gebäuden auf dem Kampus der University of Alabama. Diese Gebäude repräsentieren die Architekturgeschichte der Universität von der Gründung der Einrichtung bis zum Ende des 19. Jahrhunderts. Zwei in den Distrikt einbegriffene Gebäude, Gorgas House und das Little Round House, sind unter den nur sieben Bauwerken der Universität, die den Brand am 4. April 1865 überstanden haben, den Unionstruppen auf Befehl von Brigadegeneral John T. Croxton gelegt hatten. Die anderen überstehenden Gebäude sind das President’s Mansion und das Old Observatory sowie einige weniger Fakultätswohnhäuser.
Woods Hall war das erste Bauwerk, das nach dem Sezessionskrieg gebaut wurde. Die weiteren fünf Gebäude, Clark, Manly, Garland, Tuomey und Barnard Hall, spiegeln die Bautätigkeit auf dem Kampus während der wirtschaftlichen Erholungsphase wider, die dem Ende der Reconstruction folgte.
Der Bau von Manly, Clark und Garland Hall sowie weiterer Gebäude finanzierte die Universität durch den Verkauf eines großen Stückes Land, 46.800 Acre (rund 18.700 Hektar), das die Universität vom Kongress der Vereinigten Staaten als Entschädigung erhielt „für die feurige Zerstörung, die Bundestruppen 1865 gebracht hatten“.
Am 14. Juli 1971 wurde Gorgas-Manly als Historic District in das National Register of Historic Places aufgenommen.

## Beschreibung des Distriktes

### Gorgas House
Ein frühes Beispiel der Architektur des Klassizismus in Alabama ist das Gorgas House, das das erste auf dem Universitätsgelände errichtete Gebäude war. Der Entwurf des Hauses stammt von dem Architekten William Nichols, der den ursprünglichen Kampus der Universität sowie das alte State Capitol Alabamas in Tuscaloosa geplant hatte. Das Bauwerk wurde 1829 fertiggestellt, also noch vor der Eröffnung des Kampus. Die Hauptfassade, mit Ausnahme des Portikus, reflektiert dabei den damals fortdauernden Einfluss des Federal Style. Das Haus wurde ursprünglich als Gästehaus für Besucher und Professoren sowie als Speisesaal für Studenten genutzt, jedoch Ende der 1840er Jahre in ein Fakultätsgebäude umgewandelt. Seinen derzeitigen Namen hat es nach Josiah Gorgas, dem siebenten Präsidenten der University of Alabama. Sein schlechter Gesundheitszustand zwang ihn, von seinem Amt zurückzutreten und der Verwaltungsrat der Universität stellte ihm das Haus als Ruhesitz zur Verfügung. Die Gesetzgebung des Bundesstaates wies es 1944 als Denkmal zu Ehren seiner Familie aus. Heute ist Teil der Museen der University of Alabama untergebracht.

### Little Round House

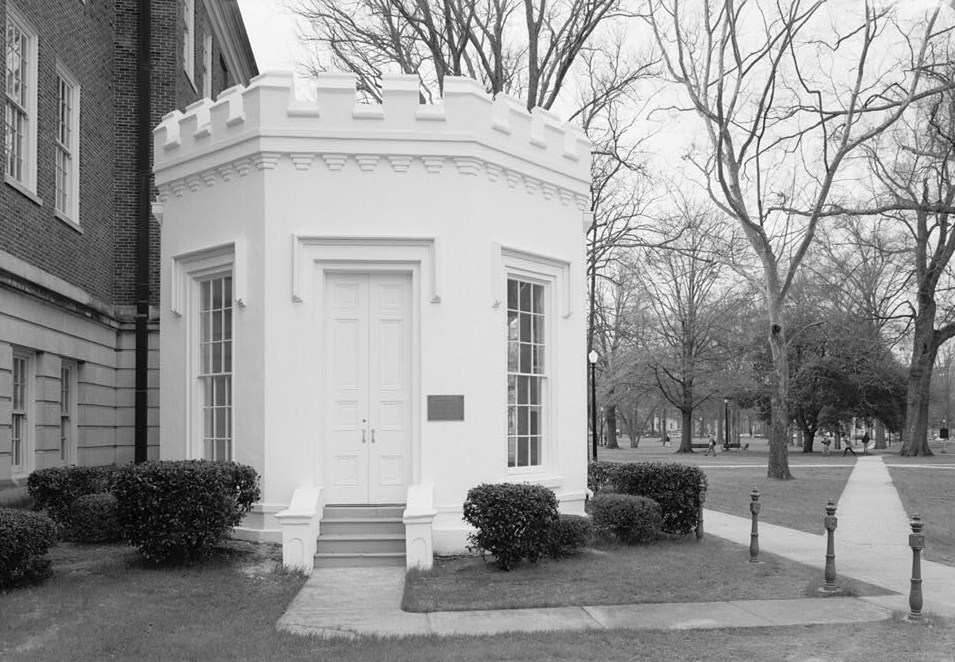
Little Round House im Jahr 1993

Dieses kleine achteckige Gebäude mit den Zinnen diente ursprünglich als Wachhaus der Universität. Es wurde 1860 fertiggestellt und verdeutlicht die Wandlung der Universität in einen militärischen Kampus. Diese Wandlung wurde am 23. Februar 1860 durch ein Gesetz vollzogen. Als die Spannungen zwischen Norden und Süden sich steigerten, war dieser Schritt von Landon Garland, dem damaligen Präsidenten der Universität, vorgeschlagen worden. Es ist Ironie, dass ausgerechnet das Little Round House trotz seiner militärisch anmutenden Erscheinung eines der wenigen Bauwerke ist, das übrigblieb, als die Unionstruppen den Kampus niederbrannten. Als die Universität 1871 wiedereröffnet wurde, diente das Gebäude als Büros für einen Arzt. Einige Jahre später war es in einem vernachlässigten Zustand und es wurde der Abriss erwogen. Der Verwaltungsrat der Universität entschloss sich jedoch, das Gebäude zu sanieren und so wurde es in ein Archivgebäude für Aufzeichnungen umgebaut. In den 1930er Jahren wurde es als Jasons Shrine bezeichnet, weil es von den Jasons, einer Männerehrengesellschaft genutzt wurde. 1990 wurde das Bauwerk in ein Denkmal für alle diese Ehrengesellschaften umgebaut.

### Woods Hall
Woods Hall war das erste neue Gebäude auf dem Kampus nach dem Ende des Sezessionskrieges. Es wurde von 1867 bis 1868 gebaut. Das vierstöckige Backsteingebäude hat einen neugotischen Bogengang im Erdgeschoss, die Seitenbauten sind an der Dachtraufe mit Zinnen versehen und im Mittelteil sind die oberen Stockwerke mit gusseisernen Galerien versehen. Ursprünglich als „the barracks“ (Kaserne) bezeichnet, diente es als Studentenwohnheim. Im Erdgeschoss waren ein Speisesaal und Klassenzimmer untergebracht. Es blieb bis 1961 ein Wohnheim, dann wurde es zur Verwendung durch die Abteilung für Kunst und Kunstgeschichte umgebaut.
Das Gebiet zwischen Woods Hall auf der einen Seite und Woods, Clark und Manly Hall auf der anderen Seite wird als Woods Quad bezeichnet und ist der Veranstaltungsort für die Abschlusszeremonien der School of Liberal Arts.

### Clark Hall
Die 1884 im neugotischen Stil erbaute Clark Hall entstand an der Stätte des während des Sezessionskrieges zerstörten alten Lyceum. Clark Hall war ursprünglich ein Mehrzweckgebäude mit Bibliothek, Lesesälen, Kapelle und einem großen Versammlungsraum, der der größte öffentliche Raum der Universität war. Um 1910 begann das Gebäude zu verfallen und die Backsteinwände drohten aufgrund des Gewichtes des schweren Daches einzustürzen. Gesichert wurde das Gebäude durch den Einzug eines Stahlrahmens im Inneren, sodass es erhalten blieb. In den 1980er Jahren wurde es erneut renoviert. Es hat den Namen nach Willis G. Clark, einem früheren Verwaltungsratsmitglied der Universität.
Clark Hall enthält heute die meisten Büros der the School of Liberal Arts sowie ein derzeit von Cornelius Carter geleitetes Tanzstudio.

### Manly Hall
Manly Hall ist ein dreieinhalb Stockwerke zählendes neugotisches Gebäude aus roten Backsteinen. Das Aussehen des Gebäudes ist ähnlich im Design wie Clark Hall; es wurde 1885 fertiggestellt und diente ursprünglich als Wohnheim. Heute sind darin das Department of Religious Studies, das Department of Women’s Studies, Büros der Abteilungen für englische Sprache und die Büros des Literaturmagazins Black Warrior Review untergebracht. Das Gebäude trägt den Namen von Basil Manly, dem zweiten Präsidenten der Universität.

### Garland Hall
Auch die dreistöckige Garland Hall ist ein neugotisches Bauwerk. Sie entstand 1887 um ein Wohnheim und das ursprünglich Alabama Museum of Natural History unterzubringen. Es bildet das Gegenstück zu Manly Hall und beherbergt heute die Sarah Moody Gallery of Art.

### Tuomey Hall
Die zweistöckige Tuomey Hall, heute als Blount Undergraduate Initiative Tuomey Academic House bezeichnet, wurde 1889 fertiggestellt. Es diente als Laborgebäude für das Department of Chemistry und trägt den Namen von Michael Tuomey, einem Geologen und Professor.

### Barnard Hall
Die zweieinhalbstöckige Barnard Hall, heute als Oliver-Barnard Hall bekannt, wurde ebenfalls 1889 fertiggestellt. Ursprünglich gebaut, um ein Labor und Sporträume unterzubringen, befinden sich heute darin Büros und Klassenzimmer des College of Arts and Sciences. Es erhielt den Namen nach dem Wissenschaftler und Professor, Frederick A. P. Barnard. Im Jahr 2000 wurde es umbenannt in Oliver-Barnard Hall, um das emeritierte Verwaltungsratsmitglied John T. Oliver Jr. zu ehren.